# 天国から北へ3キロ
『天国から北へ3キロ』（てんごくからきたへさんきろ）は、三谷幸喜が東京サンシャインボーイズのために脚本を書き下ろした舞台劇。及び、それを基に制作されたテレビドラマ、コミック。

## 概要
本作は、三谷が1978年公開のアメリカ映画『天国から来たチャンピオン』に着想を得て、脚本を書いた作品である。
三谷幸喜主宰の劇団、東京サンシャインボーイズが1989年に初演されたものではあるが、三谷が監督・脚本をつとめた2011年の映画『ステキな金縛り』の原型と見られる展開もある。また、舞台の再演版は、1991年に制作されたテレビドラマ版をベースに、演劇集団キャラメルボックスの加藤昌史がプロデュースし、上演された。そのため、サンシャインボーイズの初演版とは異なる展開、配役が見られる。
映画「ゴースト/ニューヨークの幻」(1990年)から着想を得た作品と思われがちだが、本作の初演は1989年であり、関連はない。

## ストーリー
主人公のたま子は恋人の田山と同棲しており、幸せな日々を過ごしていた。しかしある日たま子は事故に遭い、突然この世を去ってしまう。
たま子はどうしても田山のところに戻りたいと思っているが、霊(たま子)を早く天国へ連れて行かなくてはならない天使の巴さんは、たま子に振り回される。一方、田山の方は、友達に慰められてカラオケで盛り上がっている。たま子の霊がそばにいるとも知らず、たま子を悲しがらせる。

## 舞台版（初演）
- 作・演出：三谷幸喜
- 上演スケジュール：1989年7月4日 - 9日（下北沢駅前劇場）

### キャスト
〈天国の人々〉
- 巴さん：相島一之
- 千代田たま子：宮地雅子
- 千代田久作：阿南健治
- 千代田はま：山吹ゆう子
- 千代田喜久夫：ダックス小峰
- 千代田きみ子：かんみほこ
- 千代田小鉄：福島三郎
- 乃木平助：小林隆
- 鴨田とよ子：松本理恵
- 常磐さん：泉田亜由美
- マンショ：近藤慎也
- オゾノ：星野充紀

〈現世の人々〉
- 田山雄三：西村雅彦
- 小川知太郎：梶原善
- 紋田哲次郎：甲本雅裕
- 乃木早苗：斉藤清子
- ルーシー蓮池：水野裕子
- 芦屋板之助：網浜ベビー（甲本雅裕）
- 鴨田修：一橋壮太朗（三谷幸喜）

### スタッフ
- 作・演出：三谷幸喜
- 照明：佐藤公徳
- 装置：大竹潤一郎
- 音響：河村徳子
- 衣装：パッcam'aらーだ木舗ミヤコ
- 津々見俊丈
- 制作：泉田亜由美、中村修子
- 協力：号新平事務所、（株）文京ケーブルネットワーク

## 舞台版（再演）
- プロデュース：加藤昌史（ネピュラプロジェクト）
- 演出：高橋いさを（劇団ショーマ）
- 上演スケジュール：1991年10月13日 - 20日（青山円形劇場）

### キャスト
- 田山雄三：西川浩幸
- 千代田たま子：松田かおり
- 巴さん：粟根まこと
- あすか(田山の同僚)：西田薫
- たかちゃん(田山の叔父)：小林隆
- はま子：大森美紀子
- 教祖様：阿南健治
- 小川(大家さん)：福本伸一
- 民夫：石橋祐
- あい子：恵畑純子

### スタッフ
- 脚本：三谷幸喜と東京サンシャインボーイズ
- 美術：キヤマ晃二
- 照明：黒尾芳昭（KIDS)
- 照明操作：熊岡右恭／橋本和幸
- 音響：相沢えり子（エスイーシステム）
- 音響操作：高瀬敬子
- 衣装：奈須久美子（遊◎機械／全自動シアター）
- 小道具：篠原一江（きゃろっとギャング）
- 演出助手：近江谷太朗（演劇集団キャラメルボックス）
- 舞監助手：岡田達也（ネピュラプロジェクト）
- 舞台監督：村岡晋
- 制作デスク：佐々木直美（ネピュラプロジェクト）
- 宣伝美術：森成燕三（ヒネのデザイン事務所）
- 宣伝写真：伊東和則
- 制作協力：泉田亜由美（東京サンシャインボーイズ）、島田敦子（劇団ショーマ）

## テレビドラマ版
- 放映日：1991年6月28日（CX）
- プロデューサー：鈴木哲夫
- 演出：合月勇
- 脚本・原案：三谷幸喜

### キャスト
- 千代田たま子：大地真央
- 田山雄三：中井貴一
- 巴さん：益岡徹
- あすか：森口瑤子
- 岸部シロー
- 小松方正
- 西田健
- 北村総一朗

## コミック版
- 『天国から北へ3キロ』（1993年7月、講談社コミックスフレンド、原作：三谷幸喜、作画：糸井美和）ISBN 9784063029222
- 『天国から北へ3キロ』（1997年8月、講談社コミックスフレンド、原作：三谷幸喜、作画：藤本あきほ）ISBN 9784063030754